# Robert Zollitsch
Mons. Robert Zollitsch (9. srpna 1938, Filipovo) je německý katolický kněz a emeritní arcibiskup.

## Život
Narodil se 9. srpna 1938 v Filipově, v bývalé Jugoslávii. Po vyhnání roku 1946 se rodina usídlila v Tauberbischofsheimu a roku 1953 se přestěhovala do Rheinau. V letech 1960–1964 studoval jako seminarista teologii na Freiburské univerzitě a také na Mnichovské univerzitě. Na kněze byl vysvěcen 27. května 1965 arcibiskupem Hermannem Schäufelem.
V březnu 1974 obhajoval disertační práci na téma Úřad a funkce kněze v prvních dvou stoletích, na teologické fakultě Freiburské univerzity, kde získal doktorát.
V dubnu 1983 jej arcibiskup Oskar Saier jmenoval zaměstnancem arcibiskupského ordinariátu, kde pracoval na personálním oddělení. Až do svého zvolení arcibiskupem byl zodpovědný za práci všech zaměstnanců kurie. Poté pokračoval také v dalších úřadech pro diecézi.
Dne 16. června 2003 jej papež Jan Pavel II. ustanovil arcibiskupem Freiburgu im Breisgau. Biskupské svěcení přijal 20. července 2003, z rukou arcibiskupa Oskara Saiera a spolusvětiteli byli Karl Lehmann, Giovanni Lajolo, Paul Friedrich Wehrle a Gebhard Fürst. Na tento úřad rezignoval dne 17. září 2013, z důvodu dosažení kanonického věku. Od tohoto dne do 30. května 2014 byl apoštolským administrátorem této arcidiecéze.